# Gli ammutinati del Bounty (film 1962)
Gli ammutinati del Bounty (Mutiny on the Bounty) è un film del 1962 interpretato da Marlon Brando, Trevor Howard e Richard Harris. È l'ultima pellicola diretta dal regista Lewis Milestone.
La pellicola è un adattamento del romanzo L'ammutinamento del Bounty di Charles Nordhoff e James Norman Hall del 1932, a sua volta ispirato alla storia vera dell'ammutinamento del Bounty avvenuto nel 1789.

## Trama

Trevor Howard e Marlon Brando in una scena

Nel 1787 l'HMS Bounty salpa dall'Inghilterra alla volta di Tahiti sotto il comando del capitano William Bligh. La sua missione è quella di trasportare piante dell'albero del pane in Giamaica, dove si spera che continuino a prosperare e fornire una fonte di cibo a buon mercato per gli schiavi. Il viaggio per mare risulta difficile e il trattamento di Bligh verso gli uomini e gli ufficiali si scontra con la forte disapprovazione del suo secondo in comando, il 1º tenente Fletcher Christian.
Il conflitto tra i due uomini viene acuito dalle differenze di classe: l'aristocratico Fletcher e l'ambizioso e borghese Bligh. Fletcher è sempre preoccupato per gli uomini, mentre Bligh è interessato solo a impressionare i suoi superiori per ottenere avanzamenti di carriera. Il tentativo di raggiungere Tahiti, percorrendo la via più breve intorno a Capo Horn fallisce a causa di una violenta tempesta. Bligh tenta allora di recuperare il tempo, terrorizzando gli uomini e tagliando loro le razioni.
Quando il Bounty arriva finalmente a destinazione, il provato equipaggio è affascinato ed inebriato dalla vita accomodante nel paradiso tropicale e dalle donne di Tahiti dalla vita sessualmente libera, le quali trovano i marinai dalla pelle bianca belli ed attraenti. Christian stesso è colpito e si innamora, ricambiato, della principessa Maimiti, figlia del Capo tribù. Tre uomini dell'equipaggio tentano la diserzione, ma sono catturati da Christian con l'approvazione di Bligh, che li sottopone però, nonostante il parere contrario di Fletcher, ad una dura punizione.
Durante il viaggio di ritorno, Bligh che ha imbarcato due volte il numero di piante del pane richiesto da Londra per espiare il suo ritardo, riduce le razioni di acqua per l'equipaggio per annaffiare le piante. Bligh decide addirittura, per contrastare il consumo d'acqua, di far legare il mestolo dell'acqua ad un pennone dell'albero di maestra, cosicché ogni marinaio che vuole abbeverarsi deve prima salire sul pennone stesso per prendere il mestolo, portarlo giù in coperta e quindi dopo aver bevuto riportarlo sul pennone. Accade allora che un marinaio nel tentativo di prendere il mestolo, cade sfinito dal sartiame sul ponte e muore, un altro si ribella e viene fatalmente ucciso dopo essere sottoposto al giro di chiglia.
Quando un membro dell'equipaggio si ammala gravemente per aver bevuto acqua di mare, Fletcher tenta di dargli acqua fresca in violazione degli ordini del capitano Bligh, che ordina a Fletcher di fermarsi, ma quando questi ignora il suo secondo ordine, Bligh lo colpisce con un calcio facendogli volare di mano il mestolo che stava porgendo al marinaio e Fletcher esasperato risponde al gesto con un violento manrovescio. Fletcher prende allora il comando della nave e abbandona Bligh ed alcuni membri dell'equipaggio leali al comandante in una scialuppa alla deriva con un po' d'acqua ed un sestante. Bligh decide allora di tentare una assurda impresa ed attraversare gran parte del Pacifico, al fine di raggiungere al più presto qualche autorità britannica.
Il Bounty fa allora rotta di ritorno verso Tahiti per prendere le donne fidanzate dell'equipaggio, acqua e viveri, e poi salpare; in navigazione Fletcher si accorge che l'isola di Pitcairn è erroneamente tracciata sulle carte navali inglesi: decide quindi di far rotta su questa per sfuggire alle rappresaglie della Royal Navy. Una volta a Pitcairn, gli uomini cominciano a litigare tra di loro. Alcuni temono che Fletcher voglia tornare alla "civiltà" e difendere le sue azioni contro Bligh formalmente, in tribunale. Per evitare questa possibilità danno fuoco alla nave e Fletcher muore nel tentativo di salvare il sestante dalle fiamme.
Nel frattempo Bligh è riuscito nella sua eccezionale impresa di raggiungere un avamposto britannico nell'isola di Timor e da qui si imbarca per Londra, presentandosi all'alto Ammiragliato ed esponendo la sua versione dei fatti, contrastante con quella di alcuni altri compagni di scialuppa. Vi sarà quindi un'inchiesta in cui Bligh verrà assolto, ma con una nota di biasimo fortemente negativa per aver indotto con il suo comportamento un ufficiale come Fletcher e vari altri componenti l'equipaggio all'ammutinamento.

## Produzione
Gli ammutinati del Bounty è stato l'ultimo film girato in Super Panavision 70 con un rapporto d'aspetto di 2.76:1.
Al fine di prepararsi per la scena della morte di Fletcher Christian alla fine del film, Brando giaceva su blocchi di ghiaccio per alcuni minuti per simulare accuratamente e realmente le scosse e i fremiti delle profonde ustioni.
Trevor Howard fu inizialmente riluttante a interpretare la parte di Bligh poiché si sentiva troppo vecchio per la parte. Il vero William Bligh aveva infatti solo 33 anni quando il Bounty salpò e 35 all'epoca dell'ammutinamento, mentre Howard ne aveva 48. Dopo le riprese affermò che sarebbe stato meglio se avesse rifiutato la parte.
Hugh Griffith venne licenziato durante le riprese, dopo che a causa dell'alcolismo divenne ingestibile. È per questo che il suo personaggio scompare per grandi porzioni del film.
La scena in cui la nave arriva a Tahiti dove viene accolta dagli indigeni è stata girata nello stesso punto in cui il vero Bounty aveva gettato l'ancora 150 anni prima. Per la sequenza vennero utilizzate circa 6000 comparse locali.
Marlon Brando in seguito scrisse una lettera a Trevor Howard scusandosi per il suo comportamento durante le riprese. Howard venne anche accusato per l'aiuto dato all'attore americano per vincere una causa per diffamazione contro un giornale britannico riguardante il film.
La replica del Bounty costruito per il film venne messa in mostra all'Esposizione universale di New York del 1964 ed è sopravvissuta fino al suo affondamento causato dall'uragano Sandy il 30 ottobre 2012 al largo delle coste della Florida. Nell'estate del 2007 aveva navigato in Gran Bretagna ed aveva visitato numerosi porti, anche se non come Bounty, bensì mascherato da nave dei pirati per la serie di film Pirati dei Caraibi.

## Riconoscimenti
- 1963 - Premio Oscar
  - Candidatura come miglior film a Aaron Rosenberg
  - Candidatura come migliore fotografia a Robert Surtees
  - Candidatura come migliore scenografia a George W. Davis, Henry Grace, Hugh Hunt e Joseph McMillan Johnson
  - Candidatura come miglior montaggio a John McSweeney Jr.
  - Candidatura come migliori effetti speciali a A. Arnold Gillespie e Milo B. Lory
  - Candidatura come miglior colonna sonora a Kaper Bronislaw
  - Candidatura come miglior canzone per Love Song from Mutiny on the Bounty (Follow Me) a Bronislau Kaper, Paul Francis Webster
- 1963 - Golden Globe
  - Candidatura come miglior film drammatico
  - Candidatura come miglior attrice non protagonista a Tarita Teriipia
  - Candidatura come miglior colonna sonora a Bronislau Kaper
- 1963 - Directors Guild of America
  - Candidatura come miglior regista a Lewis Milestone
- 1963 - Laurel Awards
  - Miglior canzone a Bronislau Kaper e Paul Francis Webster
  - Candidatura come miglior film drammatico

## Altre versioni
Sono state prodotte altre 2 versioni cinematografiche sulla vicenda: La tragedia del Bounty del 1935 con Clark Gable e Charles Laughton e Il Bounty del 1984 con Mel Gibson e Anthony Hopkins.